# Calidad del aire interior

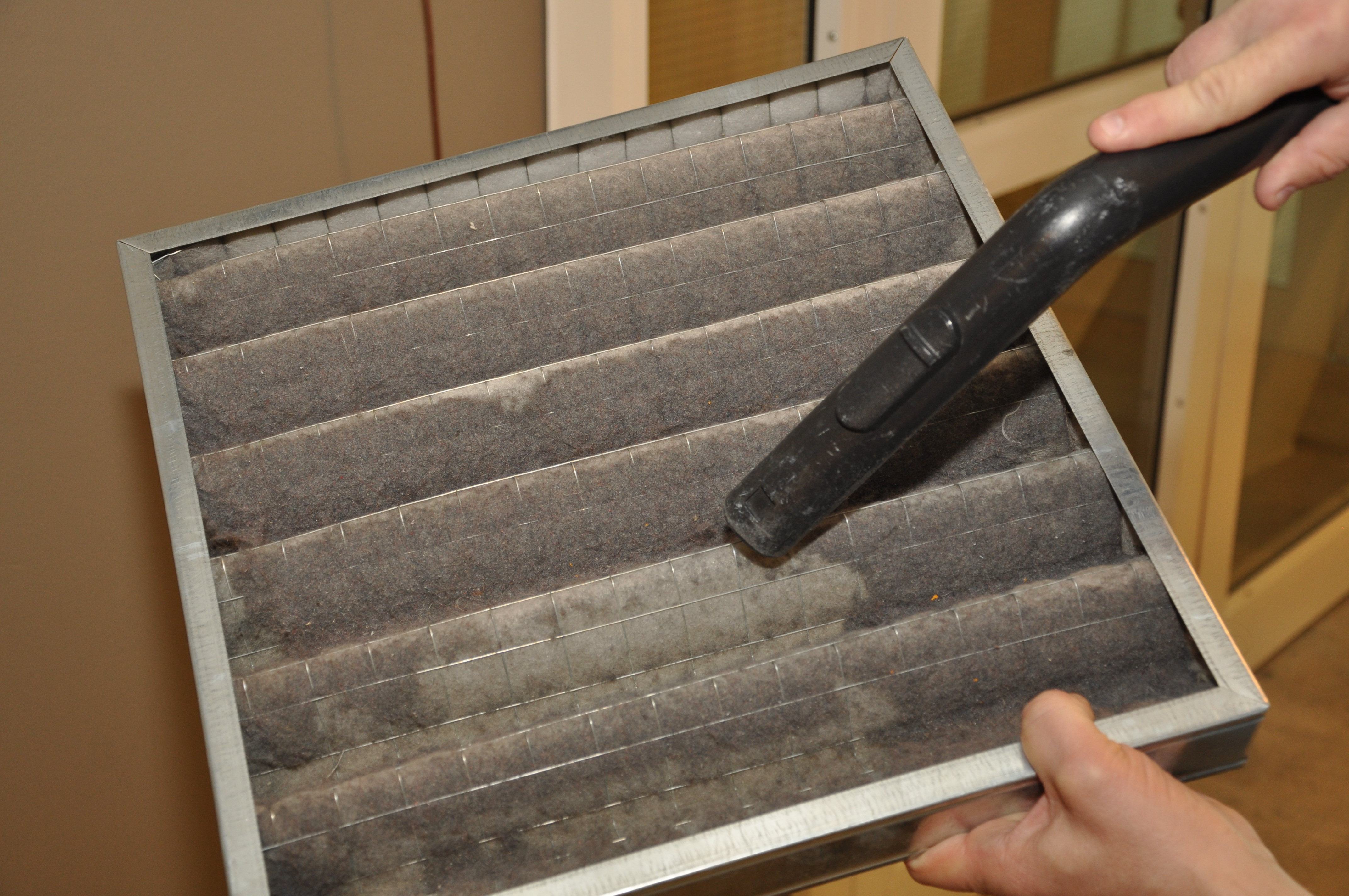
Un filtro de aire común, que se limpia con una aspiradora

Calidad del aire interior (CAI), en inglés "indoor air quality" o IAQ es un término que se refiere a la calidad del aire dentro y alrededor del edificios y estructuras, especialmente en lo que se relaciona con la salud y el confort de los ocupantes del edificio.
La Calidad del aire interior puede ser afectada por gases, (incluyendo monóxido de carbono, radón, compuestos orgánicos volátiles), material particulado, microbios contaminantes (moho, bacterias) o cualquier material o factor estresante de energía que puede inducir a condiciones adversas para la salud. Las principales estrategias de control calidad son, la filtración y el uso de ventilación para diluir los contaminantes. Estos son los métodos principales para mejorar la calidad del aire interior en la mayoría de los edificios.
Para conocer la calidad del aire interior deben recogerse muestras de aire, controlar la exposición humana a los contaminantes, recoger muestras en la construcción de superficies y elaborar modelos informáticos de flujo de aire dentro de los edificios.

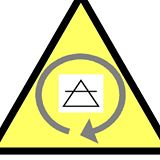
contaminaciòn interior

## Los contaminantes comunes

### Humo de segunda mano
El humo de tabaco es el humo que afecta a otras personas que no sean el fumador "activo" y se denomina Fumador pasivo. El humo de tabaco incluye una fase gaseosa y una de partículas, con los riesgos que surgen de los niveles de monóxido de carbono y las partículas muy pequeñas (PM2.5 en tamaño) que obtienen las defensas naturales del pulmón. El único método seguro para mejorar la calidad del aire interior en cuanto a humo de segunda mano es la ejecución de programas intensivos de leyes antitabaco.

### El radón
El radón es un gas invisible y radiactivo que resulta de la desintegración del radio, que puede encontrarse en las formaciones de roca debajo de los edificios o en ciertos materiales de construcción en sí mismos. El radón probablemente es el peligro más grave para el deterioro de la calidad del aire interior en los Estados Unidos y Europa, probablemente responsable de decenas de miles de muertes por cáncer de pulmón cada año.
Hay pruebas relativamente sencillas para detectar el gas radón, pero estas pruebas no se hacen comúnmente, ni siquiera en zonas donde se conocen riesgos sistemáticos. El radón es un gas pesado y por lo tanto tiende a acumularse en los sótanos. Los materiales de construcción pueden ser una fuente significativa de radón, pero no hay pruebas suficientes: piedra, piedra o azulejos traídos a las obras de construcción. Paradójicamente, cuanto más aislado térmicamente esté un edificio es mayor la probabilidad de la acumulación de radón.
La vida media del radón es de 3,8 días, lo que indica que una vez que la fuente se elimina, el riesgo se reduce en gran medida en unas pocas semanas. Los métodos de mitigación del radón incluyen el sellado de suelos de hormigón del sótano, fundaciones, sistemas de drenaje o ventilación por el aumento. Por lo general son rentables y pueden reducir en gran medida o incluso eliminar la contaminación y los riesgos de salud asociados.

### Mohos y otros alérgenos
Estos agentes biológicos pueden surgir a partir de una serie de medios, pero hay dos clases comunes: (a) la humedad induce el crecimiento de colonias de mohos y (b) sustancias naturales liberadas en el aire, como la caspa animal y el polen de las plantas. La acumulación de humedad en el interior de los edificios puede surgir de agua que penetra las áreas comprometidas de la envolvente del edificio o de la piel, de estanqueidad, de condensación debido a la ventilación inadecuada, o de la humedad del suelo penetra una parte del edificio. En las zonas donde los materiales celulósicos (papel y madera, incluyendo paneles de yeso) se humedecen y no se seque dentro de las 48 horas, el moho puede propagar y liberar esporas alergénicas en el aire.
En muchos casos, si los materiales no han podido secar varios días después del evento sospechoso, el crecimiento de moho se sospecha dentro de cavidades de la pared, incluso si no es inmediatamente visible. A través de una investigación de mohos, que puede incluir la inspección destructiva, uno debe ser capaz de determinar la presencia o ausencia de moho. En una situación donde hay moho visible y la calidad del aire interior puede haber sido comprometida, la eliminación del moho puede ser necesaria. Pruebas de moho y las inspecciones deben ser realizadas por un investigador independiente para evitar cualquier conflicto de intereses y asegurar resultados precisos.
Hay algunas variedades de hongos que contienen compuestos tóxicos (micotoxinas). Sin embargo, la exposición a niveles peligrosos de micotoxinas a través de la inhalación no es posible en la mayoría de los casos, ya que las toxinas son producidas por el cuerpo de hongos y no son en niveles significativos en las esporas liberadas. El peligro principal de crecimiento de moho, lo que se refiere a la calidad del aire interior, proviene de las propiedades alergénicas de la pared celular de las esporas. Más grave que las propiedades más alergénicos es la capacidad del moho para provocar episodios en personas que ya tienen asma, una enfermedad respiratoria grave.
El moho siempre se asocia con la humedad, y su crecimiento puede ser inhibido manteniendo los niveles de humedad por debajo del 50%. Los problemas de humedad que causan el crecimiento del moho puede ser directa, tales como fugas de agua y/o indirectos, tales como la condensación debido a los niveles de humedad.

### El monóxido de carbono
Uno de los contaminantes atmosféricos más tóxicos es el monóxido de carbono (CO), un gas incoloro e inodoro que es un subproducto de la combustión incompleta de combustibles fósiles. Las fuentes comunes de monóxido de carbono son: el humo del tabaco, los calentadores o calefactores que utilizan combustibles fósiles, hornos defectuosos de calefacción central, los calentadores instantáneos de agua (Argentina: calefones, México: calentones de paso) y los escapes de automóviles. Las mejoras en los niveles interiores de CO son sistemáticamente la mejora de la aplicación cada vez mayor de una Ley antitabaco. Al privar al cerebro de oxígeno, altos niveles de monóxido de carbono puede provocar náuseas, pérdida del conocimiento y muerte. De acuerdo con la Conferencia Americana de Higienistas Industriales Gubernamentales (ACGIH), la concentración ponderada en tiempo (TWA) límite para el monóxido de carbono (630-08-0) es de 25 ppm.

### Compuestos orgánicos volátiles
Los compuestos orgánicos volátiles (COV) se emiten como gases de ciertos sólidos o líquidos. COV incluyen una variedad de productos químicos, algunos de los cuales pueden tener efectos sobre la salud a corto y largo plazo adversos. Las concentraciones de COV muchos son consistentemente más altas en interiores (hasta diez veces más) que en el exterior. Son emitidos por una amplia gama de productos que se cuentan por miles. Los ejemplos incluyen: pinturas y lacas, decapantes, productos de limpieza, pesticidas, materiales de construcción y mobiliario, equipo de oficina, como copiadoras e impresoras, líquido corrector y papel autocopiativo, gráficos y materiales artesanales como pegamentos y adhesivos, marcadores permanentes y soluciones fotográficas.
Productos químicos orgánicos son ampliamente utilizados como ingredientes en productos para el hogar. Las pinturas, los barnices y ceras contienen disolventes orgánicos, como lo hacen muchos de limpieza, desinfección, cosmética, desengrasado, y productos de la manía. Los combustibles se componen de productos químicos orgánicos. Todos estos productos pueden liberar los compuestos orgánicos durante su uso, y, en cierto grado, cuando se almacenan. Prueba de las emisiones de los materiales de construcción utilizados en interiores se ha convertido cada vez más común para los revestimientos de suelos, pinturas y muchos otros materiales importantes de construcción y acabados interiores.
Varias iniciativas prevén para reducir la contaminación del aire interior mediante la limitación de las emisiones de COV de los productos. Hay regulaciones en Francia y en Alemania, y numerosos voluntarios de ecoetiquetas y sistemas de calificación que contienen bajas emisiones de COV criterios tales como EMICODE, productos de limpieza M1, Blue Angel y Confort Aire Interior en Europa, así como el Estándar de California Sección 01350 CDPH y varios otros en los EE. UU. Estas iniciativas cambiado el mercado en el que un número cada vez mayor de productos de baja emisión se ha dispuesto durante las últimas décadas.
Al menos 18 compuestos orgánicos volátiles microbianos (MVOCs) se han caracterizado incluyendo 1-octen-3-ol, 3-metilfurano, 2-pentanol, 2-hexanona, 2-heptanona, 3-octanona, 3-octanol, 2-octen-1-ol, 1-octeno, 2-pentanona, 2-nonanona, borneol, Geosmina, 1-butanol, 3-metil-1-butanol, 3-metil-2-butanol, y thujopsene. El primero de estos compuestos se denomina alcohol seta. Los cuatro últimos son producto de Stachybotrys chartarum, que se ha relacionado con el síndrome del edificio enfermo.

### Legionella
La legionelosis o la enfermedad del legionario es causada por una bacteria llamada Legionella que crece mejor en aguas de movimiento lento o aún tibia. La principal vía de exposición es a través de la creación de un efecto aerosol, por lo general desde las torres de refrigeración por evaporación o rociadores. Una fuente común de Legionella en los edificios comerciales son las torres de enfriamiento en sistemas de refrigeración, que a menudo se liberan agua en un aerosol que puede entrar en la vía respiratoria mediante los conductos de ventilación. Los brotes en centros médicos y hogares de ancianos, donde los pacientes inmunodeprimidos e inmuno débil, son los casos más comunes de la legionelosis. Más de un caso ha involucrado fuentes al aire libre en lugares públicos. La presencia de Legionella en materiales de construcción comerciales de agua es muy inferior al real, ya que las personas sanas requieren de una fuerte exposición a adquirir la infección.
Pruebas de Legionella normalmente consiste en recoger muestras de agua y los hisopos de superficie de las cuencas de refrigeración por evaporación, duchas, grifos / grifos, y otros lugares donde se acumula el agua caliente. Las muestras son luego cultivadas unidades formadoras y colonia (ufc) de Legionella se cuantifican como ufc / litro.
La legionella es una bacteria Gram negativa con forma de bacilo. La bacteria forma una capa que es resistente a los tratamientos químicos y antimicrobianos, incluyendo el cloro. La remediación de los brotes de legionela en edificios comerciales varían, pero generalmente incluyen ahogarlos con vapor de agua (160 °F, 70 °C), la esterilización del agua estancada en las cuencas de refrigeración por evaporación, la sustitución de cabezales de ducha, y en algunos casos rubores de sales de metales pesados. Las medidas preventivas incluyen el ajuste de los niveles normales de agua caliente para permitir 120 °F en el grifo, la evaluación de diseño de diseño de la instalación, la eliminación de aireadores de grifos y pruebas periódicas en las zonas sospechosas.

### Otras bacterias
El papel de los microbios en el ambiente interior es cada vez más estudiada usando moderna genética basada en el análisis de muestras ambientales. Actualmente se están realizando esfuerzos para vincular los ecólogos microbianos y los científicos del aire interior para forjar nuevos métodos para el análisis y para interpretar mejor los resultados.

### Las fibras de asbesto
El Gobierno Federal de los EE. UU.y algunos Estados han establecido normas para los niveles aceptables de fibras de asbesto en el aire interior. Muchos materiales de construcción comunes utilizados antes de 1975 contienen amianto, como algunas baldosas, losas de techo, envoltura de tubería, masillas y otros materiales aislantes. Normalmente liberaciones significativas de fibras de amianto no ocurrirán a menos que los materiales de construcción sean perturbados, tal como mediante corte, lijado, perforación o construcción de remodelación. Hay normas estrictas aplicables en particular a las escuelas.
La inhalación de fibras de amianto más largos tiempos de exposición está asociada con una mayor incidencia de cáncer de pulmón, en particular, la forma específica mesotelioma.
El asbesto se encuentra en las casas antiguas y edificios, pero es más peligroso en las escuelas y entornos industriales. Una vez se utilizan ampliamente en las tejas, ignífugos, sistemas de calefacción y el suelo y el techo, baldosas en los edificios antiguos. Cuando el material que contiene asbesto se daña o se desintegra, fibras microscópicas se dispersan en el aire. El riesgo de cáncer de pulmón por la inhalación de fibras de amianto es también mayor para los fumadores. Los síntomas de la enfermedad generalmente no aparecen hasta cerca de 20 a 30 años después de la primera exposición al asbesto. La eliminación de materiales que contienen amianto no siempre es óptima, porque las fibras pueden propagarse en el aire durante el proceso de eliminación. Un programa de gestión para intactas materiales que contienen amianto a menudo se recomienda en su lugar.

### El dióxido de carbono
Dióxido de carbono (CO 2) es un sustituto de los contaminantes interiores emitidos por los seres humanos y se correlaciona con la actividad metabólica humana. El dióxido de carbono en niveles inusualmente altos en interiores puede hacer que los ocupantes crecer somnolencia, dolores de cabeza, o la función de los niveles de actividad más bajos. Los seres humanos son la principal fuente de interior de dióxido de carbono. Los niveles interiores son un indicador de la adecuación de la ventilación de aire exterior en relación con la densidad de ocupación de interior y la actividad metabólica. Para eliminar la mayoría del dióxido de carbono total se deben reducir a menos de 600 ppm por encima de los niveles exteriores. El NIOSH considera que las concentraciones en el aire de interior de dióxido de carbono superiores a 1.000 ppm son un indicador que sugiere una ventilación inadecuada. ASHRAE recomienda que los niveles de dióxido de carbono no exceda 700 ppm al aire libre por encima de los niveles ambientales Las normas del Reino Unido para las escuelas dicen que el dióxido de carbono en toda la enseñanza y espacios de aprendizaje, cuando se mide a la altura de la cabeza de una persona sentada y promedio durante todo el día no debe exceder de 1.500 ppm. Todo el día se refiere a las horas normales de la escuela (es decir, de 9:00 a 15:30) e incluye períodos de desocupación, tales como la hora del almuerzo. Normas europeas limitan el dióxido de carbono a 3500 ppm. La Seguridad y Salud Ocupacional OSHA admite límites de concentración de dióxido de carbono en el lugar de trabajo de 5.000 ppm durante períodos prolongados y 35.000 ppm durante 15 minutos.

### El ozono
El Ozono es producido por la luz ultravioleta del sol cuando golpea la atmósfera de la Tierra (especialmente en la capa de ozono), rayos, ciertos dispositivos eléctricos (por ejemplo: ionizador de aire, y otros.
El ozono existe en mayores concentraciones en grandes altitudes normalmente voladas por aviones de pasajeros. Las reacciones entre el ozono y las sustancias a bordo, incluyendo aceites de la piel y cosméticos, puede producir productos químicos tóxicos como subproductos. El ozono en sí es también irritante para el tejido pulmonar y perjudiciales para la salud humana. Grandes chorros tienen filtros de ozono para reducir la concentración de cabina a niveles más seguros y más cómodos.
El aire exterior para ventilación puede tener ozono suficiente para reaccionar con los contaminantes interiores comunes, así como aceites para la piel y otros productos químicos comunes del aire en interiores o superficies. Especial preocupación está justificada cuando se utiliza productos de limpieza "verdes" a base de extractos de cítricos o terpeno que estos productos químicos reaccionan muy rápidamente con el ozono para formar los productos químicos tóxicos e irritantes, así como material particulado atmosférico y partículas ultrafinas. Ventilación con aire exterior que contiene elevadas concentraciones de ozono pueden complicar los intentos de remediación-

## Normativa
En las ciudades, las personas pasan en torno a un 90 % del tiempo dentro de ambientes no industriales, lo que obliga a analizar la calidad del aire interior, relacionada con patologías como las del Síndrome del edificio enfermo (SEE). La implicación de instituciones como la Organización Mundial de la Salud (OMS) o la Agencia de Protección Ambiental de Estados Unidos (EPA) ha hecho que se endurezcan las normas técnicas que la regulan (UNE 100012, ‘Higiene en la red de conductos’, UNE 171330, ‘Calidad ambiental en interiores’ y UNE 173040, ‘Validación y cualificación de salas de ambiente controlado en hospitales’).
Para conseguir una correcta calidad del aire interior hay que actuar en cinco áreas: ventilación, eliminación de los contaminantes del aire, higiene de los sistemas de climatización, control de fuentes contaminantes y control de las instalaciones de climatización.

### Norma UNE 171330
La norma UNE 171330 -’Calidad ambiental en interiores’- establece la metodología de la inspección de edificios e instalaciones urbanas de cara a la prevención de riesgos ambientales para la salud pública. En 2013 se realizó una modificación del Reglamento de Instalaciones Térmicas en los Edificios (RITE), que obliga a instalaciones de más de 70 kW a la revisión de calidad ambiental una vez al año.
Aproximadamente el 50 % de las grandes empresas españolas realizan auditorías del aire interior, aunque aun solo un 6% disponen de un sistema de gestión de calidad de aire interior certificado conforme a la norma UNE 171330, según el último informe realizado por Aguirre Newman, G-advisory y Aire Limpio.